# التفجيرات اللاسلطوية في الولايات المتحدة 1919

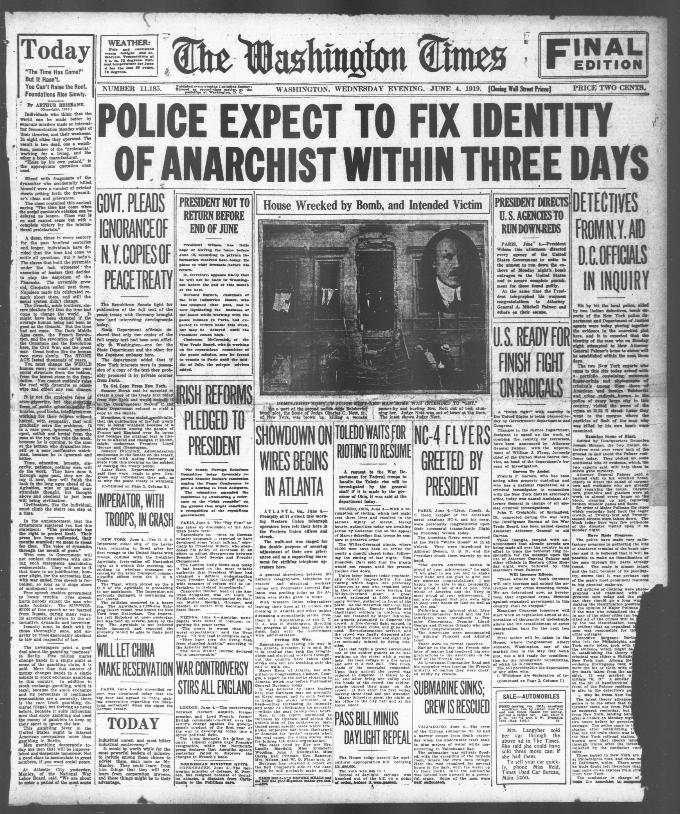
الصفحة الأولى من واشنطن بوست في يونيو عام 1919

كانت التفجيرات اللاسلطوية في الولايات المتحدة عام 1919 سلسلةً من التفجيرات ومحاولات تفجير قام بها مناصرو لويجي غالياني الإيطاليون الأناركيون منذ أبريل حتى يونيو من عام 1919.
أفضت هذه التفجيرات إلى الرعب الأحمر في عامي 1919-1920

## هجمات قنابل بريد أبريل
في أواخر أبريل من عام 1919، أُرسل ما لا يقل عن 36 فخًّا متفجرًا من قنابل مليئة بالديناميت إلى مقطع عرضي من السياسيين والمعيّنين البارزين، من بينهم النائب العام وكذلك أيضًا مسؤولو العدل ومحررو الصحف ورجال الأعمال، من بينهم جون دي. روكفيلير. من بين القنابل الموجهة إلى مسؤولين رفيعي المستوى، وُجهت قنبلة واحدة إلى منزل عميل ميداني في مكتب تحقيقات (بي أو آي) في وزارة العدل كان مكلفًا في السابق بالتحقيق مع الغاليانيين، رايم ويستون فينش، الذي كان قد اعتقل في عام 1918 غاليانيَين بارزين في أثناء قيادته لمداهمة الشرطة لمكاتب النشر التابعة لهما كروناكا سوفيرسيفا.
كانت قنابل البريد ملفوفةً بورق بنّي بنفس العنوان والملصقات الإعلانية. احتوت في داخلها، ملفوفةً بورق أخضر ساطع ومختومة ب«عيّنات جيمبل بروذرز نوفيلتي»، على صندوق من الورق المقوى يحتوي على قطعة من الخشب المجوف بطول ستة بوصات وثلاث بوصات ويبلغ سمكها بوصة واحدة، وُضع داخلها قضيب من الديناميت. ثُبتت زجاجة صغيرة من حمض الكبريت على قطعة الخشب، إلى جانب ثلاثة كبسولات للتفجير من فلمينات الزئبق. أدى فتح أحد طرفي الصندوق (الطرف المعلَّم بـ«مفتوح») إلى إطلاق نابض لولبي تسبب بتسرب الحمض من الزجاجة إلى كبسولات التفجير، تسرب الحمض عبر الكبسولات وأشعلها وفجّر الديناميت.
كانت نية الغاليانيين أن تصل قنابلهم في يوم العمال. منذ عام 1890 والأممية الثانية، احتُفل بيوم 1 مايو باعتباره اليوم العالمي للتضامن الثوري الشيوعي والأناركي والاشتراكي. تلقّى عمدة سياتل أولي هانسون، الذي كان قد نال قبل فترة قصيرة شهرةً وطنية لمعارضته الإضراب العام في سياتل، طرود البريد المعبأة بالقنابل، إلا أنها فُتحت من قبل ويليام لانغر، أحد موظفي مكتبه. فتح لانغر الطرف الخاطئ من الصندوق وسقطت زجاجة الحمض على طاولة دون أن تنفجر. أخذ لانغر القنبلة إلى الشرطة المحلية التي أبلغت مكتب البريد ووكالات الشرطة الأخرى. في 29 أبريل، تلقّى سيناتور جورجيا توماس دبليو. هاردويك، الذي كان قد شارك في رعاية قانون الهجرة المناهض للراديكالية، قنبلة مخبأة مماثلة. انفجرت القنبلة في يدي مدبرة منزله عندما حاولت فتح الطرد. أصيبت زوجة السيناتور أيضًا في انفجار أصاب وجهها ورقبتها بحروق شديدة وقطعت شظية شفتها وخلعت عددًا من أسنانها.
وصفت تقارير إخبارية التغليف المميز لقنبلة هاردويك وربط موظف الإنذار مكتب البريد في نيويورك هذا الوصف ب16 طردًا مماثلًا كان قد وضعها جانبًا قبل أيام قليلة لعدم كفاية الطوابع البريدية. في نهاية المطاف عُثر على 12 قنبلة أخرى قبل الوصول إلى أهدافها المقصودة. كان المرسَل لهم الأشخاص التالين:
- ثيودور جي. بيلبو، حاكم ولاية ميسيسيبي.
- فريدريك بولميرز، محرر ديلي نيوز من جاكسون، ميسيسيبي.
- ألبيرت إس، بورليسون، مدير مكتب البريد العام.
- جون إل. بورنيت، نائب من ألاباما.
- أنتوني كامينيتي، المفوض العام للهجرة.
- إدوارد إيه، كونيا، مساعد المدعي العام لمنطقة سان فرانسيسكو.
- ريشتارد إنرايت، مفوض شرطة نيويورك.
- تي. لاري إير، سيناتور ولاية بينسلفانيا.
- تشارلز فيكيرت، المدعي العام لسان فرانسيسكو.
- رايم ويستون فلينش، عميل ميداني لمكتب التحقيقات.
- أولي هانسون، عمدة سياتل، واشنطن
- توماس دبليو. هاردويك، سيناتور سابق من جورجيا.
- أوليفر ويندويل هولمس جونيور، معاون قاضي في المحكمة العليا.